# Hemibagrus
Hemibagrus is een geslacht van straalvinnige vissen uit de familie van stekelmeervallen (Bagridae).

## Soorten
- Hemibagrus amemiyai (Kimura, 1934)
- Hemibagrus baramensis (Regan, 1906)
- Hemibagrus bongan (Popta, 1904)
- Hemibagrus camthuyensis Nguyen, 2005
- Hemibagrus caveatus Ng, Wirjoatmodjo & Hadiaty, 2001
- Hemibagrus centralus Mai, 1978
- Hemibagrus chiemhoaensis Nguyen, 2005
- Hemibagrus chrysops Ng & Dodson, 1999
- Hemibagrus dongbacensis Nguyen, 2005
- Hemibagrus filamentus (Fang & Chaux, 1949)
- Hemibagrus fortis (Popta, 1904)
- Hemibagrus furcatus Ng, Martin-Smith & Ng, 2000
- Hemibagrus gracilis Ng & Ng, 1995
- Hemibagrus guttatus (Lacepède, 1803)
- Hemibagrus hainanensis (Tchang, 1935)
- Hemibagrus hoevenii (Bleeker, 1846)
- Hemibagrus hongus Mai, 1978
- Hemibagrus imbrifer Ng & Ferraris, 2000
- Hemibagrus johorensis (Herre, 1940)
- Hemibagrus macropterus Bleeker, 1870
- Hemibagrus maydelli (Rössel, 1964)
- Hemibagrus menoda (Hamilton, 1822)
- Hemibagrus microphthalmus (Day, 1877)
- Hemibagrus nemurus (Valenciennes, 1840)
- Hemibagrus olyroides (Roberts, 1989)
- Hemibagrus peguensis (Boulenger, 1894)
- Hemibagrus planiceps (Valenciennes, 1840)
- Hemibagrus pluriradiatus (Vaillant, 1892)
- Hemibagrus punctatus (Jerdon, 1849)
- Hemibagrus sabanus (Inger & Chin, 1959)
- Hemibagrus songdaensis Nguyen, 2005
- Hemibagrus spilopterus Ng & Rainboth, 1999
- Hemibagrus taybacensis Nguyen, 2005
- Hemibagrus variegatus Ng & Ferraris, 2000
- Hemibagrus velox Tan & Ng, 2000
- Hemibagrus vietnamicus Mai, 1978
- Hemibagrus wyckii (Bleeker, 1858)
- Hemibagrus wyckioides (Fang & Chaux, 1949)